# Сташевська Інна Олегівна
Сташевська Інна Олегівна (нар. 6 листопада 1971, Горлівка, Донецька обл.) ― українська скрипалька, науковиця, педагогиня, доктор педагогічних наук (2011), професор (2012), заслужений діяч мистецтв України (2015), відмінник освіти (2018), проректор з навчальної роботи у Харківській державній академії культури (2019).

## Біографія
Народилася 6 грудня 1971 року в місті Горлівка Донецької області. Закінчила ДМШ № 1 (клас скрипки Н. Скирської) у 1986 році, Артемівське музичне училище (клас Т. Шибаєвої) у 1990 році. У 1995 році закінчила Донецьку державну консерваторію ім. С. С. Прокоф'єва (клас С. А. Євдокимова, А. М. Каравацького). Навчалася в Ганноверському університеті імені Г. В. Лейбніца (Німеччина) за фахом «історія, філософія» (1996—1999). Пройшла асистентуру-стажування в Національній музичній академії України імені Петра Чайковського (клас скрипки І. М. Андрієвського) у 2005 році. У Луганському національному університеті імені Т. Г. Шевченка закінчила докторантуру (2011) та магістратуру за фахом «Німецька філологія» (2019).
Розпочала викладацьку діяльність у 1999 році в Луганському коледжі культури і мистецтв. У 2000—2018 роках обіймала посади викладача, доцента, професора, завідувачки кафедри та директорки Інституту культури і мистецтв Луганського національного університету імені Т. Г. Шевченка. З 2018 року — професор кафедри оркестрових інструментів Харківської державної академії культури. І. О. Сташевська викладає дисципліни: «Спеціальний інструмент (скрипка)», «Методика викладання спеціальних дисциплін», керує магістерськими дослідженнями. Серед учнів І. О. Сташевської — лауреати міжнародних і всеукраїнських конкурсів: О. Боняр, Н. Любецька, Д. Ніколіч, Р. Рац, Ю. Сисенко, Л. Шкаровська та інші.
У 2002 році І. О. Сташевська, разом з партнером А. Я. Сташевським, отримала визнання як музикант у номінації «камерний ансамбль» на міжнародному конкурсі, що відбувся в Нью-Йорку, США. У 2000–2014 роках мисткиня була керівницею та солісткою камерного ансамблю «Ренесанс», що функціонував при Інституті культури і мистецтв Луганського національного університету імені Тараса Шевченка. У складі цього колективу, разом з баяністом А. Я. Сташевським, вона виступала в різних містах України, Польщі та Німеччини, демонструючи свою музичну майстерність широкій аудиторії.
Крім концертної діяльності, І. О. Сташевська виступає з доповідями, проводить лекції та майстер-класи в музичних закладах вищої освіти в Україні, Польщі, Сербії, Боснії і Герцеговині. З 2014 року була організатором щорічного всеукраїнського конкурсу-фестивалю «Обдарована молодь», який проходив у Полтаві, Сєвєродонецьку та Старобільську. Входить до складу журі всеукраїнських і міжнародних виконавських конкурсів.
Науковиця є членом науково-методичної комісії сектору вищої освіти Науково-методичної ради Міністерства освіти і науки України. Крім цього, вона є членом спеціалізованих рад, які займаються захистом дисертацій, виступає офіційним опонентом на захистах. Також виконує обов'язки  відповідального редактора серії «Мистецька освіта: історія, теорія, практика» наукового збірника «Вісник Луганського національного університету імені Тараса Шевченка». Ця серія зосереджена на дослідженні та публікації матеріалів, пов'язаних із мистецькою освітою, її історією, теорією та практикою. Інна Олегівна Сташевська входить до складу редакційної колегії наукового збірника «Українська культура: минуле, сучасне, шляхи розвитку». Є членом Правління Луганської обласної організації Національної всеукраїнської музичної спілки.
Визнання Інни Олегівни Сташевської підтверджується почесними грамотами, які були їй присуджені Міністерством освіти і науки України, Департаментом освіти і науки Луганської облдержадміністрації, Управлінням культури та Національною всеукраїнською музичною спілкою. Указом Президента України у 2015 році присвоєно почесне звання «Заслужений діяч мистецтв України». У 2018 році нагороджена Нагрудним знаком МОН України «Відмінник освіти».

## Основні праці
У галузі музичної педагогіки та скрипкового виконавства є автором понад 90 публікацій.
- Сташевська І. О. Музичне виховання дітей дошкільного віку в Німеччині : монографія / І. О. Сташевська. ― Луганськ : Поліграфресурс, 2006. ― 215 с.
- Сташевська І. О. Музичне виховання дітей дошкільного віку засобами навчання скрипкової гри : навч. посіб. / І. О. Сташевська. ― Луганськ : Поліграфресурс, 2006. ― 182 с.
- Сташевська І. О. Музична педагогіка Німеччини : історія, теорія, практика : монографія / І. О. Сташевська. ― Луганськ : ЛНУ імені Тараса Шевченка, 2010. ― 565 с.
- Методологічні засади педагогічного дослідження : монографія / Є. М. Хриков, О. В. Адаменко, В. С. Курило, С. В. Савченко, Л. Ц. Ваховський, С. М. Лобода, І. О. Сташевська. ― Луганськ : Вид-во ДЗ «ЛНУ ім. Т. Шевченка», 2013. ― 248 с.
- Сташевська І. О. Формування іншомовної комунікативної компетентності студентів мистецьких спеціальностей як наукова проблема : термінологічний аспект / І. О. Сташевська // Вісн. Луган. нац. ун-ту ім. Тараса Шевченка. [Серія]: Мистецька освіта : історія, теорія, практика : зб. наук. пр. ― Старобільськ, 2018. ― № 5. — C. 6–17.
- Pedagogical science in the XXI century : state and development trends : collective monograph / Jan Grzesiak, M. V. Pahuta, I. O. Stashevska, L. O. Sushchenko. ― Lviv ; Torun : Liha-Pres, 2019. — 160 с.
- Methodological culture of an educator : history and modernity : collective monograph / O. V. Kvas, O. Nevmerzhytska, M. V. Pahuta, I. O. Stashevska. ― Lviv ; Torun : Liha-Pres, 2019. — 96 p.
- Culture and arts in the educational process of the modernity : collective monograph / [A. I. Duchniy, V. G. Ditchak, Yu. Medvedyk, I. O. Stashevska, A. Ya. Stashevskyi, M. Strenacikova, V. M. Zaets]. — Lviv ; Torun : Liha-Pres, 2019. — 148 p.

- Сташевська І. Основні детермінанти й тенденції розвитку жанру дитячої пісні в німецькій культурі кінця ХVI — ХVIІІ століття / І. Сташевська // Актуальні питання гуманітарних наук. — Дрогобич, 2022. — Вип. 51. — С. 213–219.